# الطواف النسائي للاتحاد الدولي لكرة المضرب – 2012 (يناير–مارس)
الطواف النسائي للاتحاد الدولي لكرة المضرب هي نسخة عام 2012 من الجولة الثانية في لعبة كرة المضرب للمحترفات. تنظمها الاتحاد الدولي لكرة المضرب وهي درجة أقل من جولة رابطة محترفات التنس. يتضمن الطواف العالمي لكرة المضرب النسائية برعاية الاتحاد الدولي لكرة المضرب بطولات بجوائز مالية تتراوح من $15،000 إلى $100،000.

## المواسم
| مواسم الطواف العالمي لكرة المضرب النسائية برعاية الاتحاد الدولي لكرة المضرب | مواسم الطواف العالمي لكرة المضرب النسائية برعاية الاتحاد الدولي لكرة المضرب | مواسم الطواف العالمي لكرة المضرب النسائية برعاية الاتحاد الدولي لكرة المضرب | مواسم الطواف العالمي لكرة المضرب النسائية برعاية الاتحاد الدولي لكرة المضرب | مواسم الطواف العالمي لكرة المضرب النسائية برعاية الاتحاد الدولي لكرة المضرب | مواسم الطواف العالمي لكرة المضرب النسائية برعاية الاتحاد الدولي لكرة المضرب | مواسم الطواف العالمي لكرة المضرب النسائية برعاية الاتحاد الدولي لكرة المضرب | مواسم الطواف العالمي لكرة المضرب النسائية برعاية الاتحاد الدولي لكرة المضرب | مواسم الطواف العالمي لكرة المضرب النسائية برعاية الاتحاد الدولي لكرة المضرب | مواسم الطواف العالمي لكرة المضرب النسائية برعاية الاتحاد الدولي لكرة المضرب |
| تسعينيات القرن العشرين                                                      | تسعينيات القرن العشرين                                                      | تسعينيات القرن العشرين                                                      | تسعينيات القرن العشرين                                                      | تسعينيات القرن العشرين                                                      | تسعينيات القرن العشرين                                                      | تسعينيات القرن العشرين                                                      | تسعينيات القرن العشرين                                                      | تسعينيات القرن العشرين                                                      | تسعينيات القرن العشرين                                                      |
| --------------------------------------------------------------------------- | --------------------------------------------------------------------------- | --------------------------------------------------------------------------- | --------------------------------------------------------------------------- | --------------------------------------------------------------------------- | --------------------------------------------------------------------------- | --------------------------------------------------------------------------- | --------------------------------------------------------------------------- | --------------------------------------------------------------------------- | --------------------------------------------------------------------------- |
| 1994                                                                        | 1995                                                                        | 1995                                                                        | 1996                                                                        | 1997                                                                        | 1998                                                                        | 1999                                                                        |                                                                             |                                                                             |                                                                             |
| العقد الأول من القرن 21                                                     |                                                                             |                                                                             |                                                                             |                                                                             |                                                                             |                                                                             |                                                                             |                                                                             |                                                                             |
| 2000                                                                        | 2001                                                                        | 2002                                                                        | 2003                                                                        | 2004                                                                        | 2005                                                                        | 2006                                                                        | 2007                                                                        | 2008 الربع الأول · الربع الثاني · الربع الثالث                              | 2009                                                                        |
| العقد الثاني من القرن 21                                                    |                                                                             |                                                                             |                                                                             |                                                                             |                                                                             |                                                                             |                                                                             |                                                                             |                                                                             |
| 2010 الربع الأول · الربع الثاني · الربع الثالث · الربع الرابع               | 2011 الربع الأول · الربع الثاني · الربع الثالث · الربع الرابع               | 2012 الربع الأول · الربع الثاني · الربع الثالث · الربع الرابع               | 2013 الربع الأول · الربع الثاني · الربع الثالث · الربع الرابع               | 2014 الربع الأول · الربع الثاني · الربع الثالث · الربع الرابع               | 2015 الربع الأول · الربع الثاني · الربع الثالث · الربع الرابع               | 2016 الربع الأول · الربع الثاني · الربع الثالث · الربع الرابع               | 2017 الربع الأول · الربع الثاني · الربع الثالث · الربع الرابع               | 2018 الربع الأول · الربع الثاني · الربع الثالث · الربع الرابع               | 2019 الربع الأول · الربع الثاني · الربع الثالث · الربع الرابع               |
| العقد الثالث من القرن 21                                                    |                                                                             |                                                                             |                                                                             |                                                                             |                                                                             |                                                                             |                                                                             |                                                                             |                                                                             |
| 2020 الربع الأول · الربع الثاني · الربع الثالث · الربع الرابع               | 2021 الربع الأول · الربع الثاني · الربع الثالث · الربع الرابع               | 2022 الربع الأول · الربع الثاني · الربع الثالث · الربع الرابع               | 2023 الربع الأول · الربع الثاني · الربع الثالث · الربع الرابع               | 2024 الربع الأول · الربع الثاني · الربع الثالث · الربع الرابع               | 2025 الربع الأول · الربع الثاني · الربع الثالث · الربع الرابع               |                                                                             |                                                                             |                                                                             |                                                                             |

## المفتاح
| الفئات      | القيمة المالية |
| بطولات W100 | $100,000       |
| بطولات W75  | $75,000        |
| بطولات W50  | $50,000        |
| بطولات W25  | $25,000        |
| بطولات W15  | $15,000        |
| بطولات W10  | $10,000        |

## الأشهر

### يناير
| الأسبوع  | البطولة | الفائزات                                                     | الوصيفات                             | المتأهلات لنصف النهائي               | المتأهلات لربع النهائي                                                   |
| -------- | --- | ------------------------------------------------------------ | ------------------------------------ | ------------------------------------ | ------------------------------------------------------------------------ |
| 2 يناير  | كأس بلوسوم تشوانتشو، الصين ملعب صلب $50،000+H المباريات: الفردية – الزوجية                                                              | كيميكو دات كروم 6–3، 6–3                                     | تيميا بابوش                          | كارولين غارسيا تشو يمياو             | إيكاترينا إيفانوفا وانغ كيانغ سان شنجنان زانغ شواي                       |
| 2 يناير  | كأس بلوسوم تشوانتشو، الصين ملعب صلب $50،000+H المباريات: الفردية – الزوجية                                                              | تشان هاو تشينغ ريكا فوجيوارا 4–6، 6–4، [10–7]                | كيميكو دات كروم زانغ شواي            | كارولين غارسيا تشو يمياو             | إيكاترينا إيفانوفا وانغ كيانغ سان شنجنان زانغ شواي                       |
| 9 يناير  | Innisbrook، الولايات المتحدة ملعب ترابي $25،000 قرعة المباريات الفردية والزوجية نسخة محفوظة 2014-04-18 على موقع واي باك مشين.           | غريس مين 2–6، 6–2، 6–4                                       | غيل برودسكي                          | لورين ديفيس لورين إمبري              | جيسيكا بيجلا لورا ثورب إيرينا بورياتشوك غابرييلا باز                     |
| 9 يناير  | Innisbrook، الولايات المتحدة ملعب ترابي $25،000 قرعة المباريات الفردية والزوجية نسخة محفوظة 2014-04-18 على موقع واي باك مشين.           | داريا كوستوفا رالوكا أولارو 6–3، 6–1                         | جويا باربييري نادييجدا جوسكوفا       | لورين ديفيس لورين إمبري              | جيسيكا بيجلا لورا ثورب إيرينا بورياتشوك غابرييلا باز                     |
| 9 يناير  | سان مارتين، فرنسا ملعب صلب $10،000 قرعة المباريات الفردية والزوجية                                                                      | ياسمين شناك 6–7(4–7)، 6–2، 6–1                               | أماندين هيس                          | بولين باييت مانو أركانجيولي          | شيرازاد بنامار إليانور بيترز مارجريتا لازاريفا كيرين شلومو               |
| 9 يناير  | سان مارتين، فرنسا ملعب صلب $10،000 قرعة المباريات الفردية والزوجية                                                                      | شيرازاد بنامار براندي مينا 6–4، 6–4                          | ماريون جود أماندين هيس               | بولين باييت مانو أركانجيولي          | شيرازاد بنامار إليانور بيترز مارجريتا لازاريفا كيرين شلومو               |
| 9 يناير  | غلاسكو، المملكة المتحدة ملعب صلب $10،000 قرعة المباريات الفردية والزوجية                                                                | أليسون فان يوتفانخ 6–3، 6–0                                  | فرانشيسكا ستيفنسون                   | جولي كوين آنا فيتزباتريك             | ليزا ويبورن كيرين ليموين سامانثا موري ميرتل جورج                         |
| 9 يناير  | غلاسكو، المملكة المتحدة ملعب صلب $10،000 قرعة المباريات الفردية والزوجية                                                                | آنا فيتزباتريك سامانثا موري 6–2، 6–3                         | ألكسندرا ووكر ليزا ويبورن            | جولي كوين آنا فيتزباتريك             | ليزا ويبورن كيرين ليموين سامانثا موري ميرتل جورج                         |
| 9 يناير  | بينغقو، الصين ملعب صلب $25،000 قرعة المباريات الفردية والزوجية نسخة محفوظة 2017-03-16 على موقع واي باك مشين.                            | تشاو ييجنج 6–2، 6–4                                          | إريكا تاكاو                          | لوكسيكا كومخوم تشان تشين وي          | هو يويي تشانغ كيلين وانغ كيانغ نيجينا أبدوريموفا                         |
| 9 يناير  | بينغقو، الصين ملعب صلب $25،000 قرعة المباريات الفردية والزوجية نسخة محفوظة 2017-03-16 على موقع واي باك مشين.                            | كاو شاو يوان تشاو ييجنج 3–6، 7–6(7–3)، [10–7]                | ليانغ تشن تيان ران                   | لوكسيكا كومخوم تشان تشين وي          | هو يويي تشانغ كيلين وانغ كيانغ نيجينا أبدوريموفا                         |
| 9 يناير  | أنطاليا-كايا بيليك، تركيا ملعب ترابي $10،000 قرعة المباريات الفردية والزوجية                                                            | صوفيا كفاتسابايا 6–0، 6–2                                    | يوجينيا باشكوفا                      | دونجا شونكيتش أناستازيا فرولوفا      | ديانا ماركو تينا لوكاس هوليا إيسن أغني ستيفانو                           |
| 9 يناير  | أنطاليا-كايا بيليك، تركيا ملعب ترابي $10،000 قرعة المباريات الفردية والزوجية                                                            | أناستازيا فرولوفا يوجينيا باشكوفا 6–4، 7–6(7–2)              | باتريشيا شيريا باتريسيا ماريا تيغ    | دونجا شونكيتش أناستازيا فرولوفا      | ديانا ماركو تينا لوكاس هوليا إيسن أغني ستيفانو                           |
| 16 يناير | بلانتيشن، الولايات المتحدة ملعب ترابي $25٬000 قرعة المباريات الفردية والزوجية نسخة محفوظة 2016-03-13 على موقع واي باك مشين.             | لورين ديفيس 6–4، 6–1                                         | غيل برودسكي                          | أشا رول جوانا كونتا                  | ماري إيف بللوتيه إليزافيتا يانتشوك هايدي الطباخ ألكسندرا ستيفنسون        |
| 16 يناير | بلانتيشن، الولايات المتحدة ملعب ترابي $25٬000 قرعة المباريات الفردية والزوجية نسخة محفوظة 2016-03-13 على موقع واي باك مشين.             | كاتالينا كاستانيو لورا ثورب 6–4، 6–2                         | جيسيكا بيجلا أشا رول                 | أشا رول جوانا كونتا                  | ماري إيف بللوتيه إليزافيتا يانتشوك هايدي الطباخ ألكسندرا ستيفنسون        |
| 16 يناير | لو غوسييه، جوادلوب ملعب صلب $10٬000 قرعة المباريات الفردية والزوجية نسخة محفوظة 2015-02-06 على موقع واي باك مشين.                       | أماندين هيس 7–5، 6–1                                         | بولين باييت                          | ياسمين شناك كيرين شلومو              | مانو أركانجيولي يلينا دوريشيتش كلوتيلد دي برناردي إليانور بيترز          |
| 16 يناير | لو غوسييه، جوادلوب ملعب صلب $10٬000 قرعة المباريات الفردية والزوجية نسخة محفوظة 2015-02-06 على موقع واي باك مشين.                       | ويتني جونز ياسمين شناك 2–6، 6–4، [16–14]                     | مارجريتا لازاريفا كيرين شلومو        | ياسمين شناك كيرين شلومو              | مانو أركانجيولي يلينا دوريشيتش كلوتيلد دي برناردي إليانور بيترز          |
| 16 يناير | شتوتغارت-ستامهيم، ألمانيا ملعب صلب $10،000 قرعة المباريات الفردية والزوجية                                                              | تيريزا سميتكوفا 6–4، 7–6(7–4)                                | مارينا زانيفسكا                      | ألكسندرا أرتامونوفا ليسلي كيرخوفي    | فرانزيسكا إيتزل تيريزا مارتينكوفا دينيزا أليرتوفا يساليني بونافنتور      |
| 16 يناير | شتوتغارت-ستامهيم، ألمانيا ملعب صلب $10،000 قرعة المباريات الفردية والزوجية                                                              | باولا كانيا كسينيا ليكينا 6–4، 6–3                           | ليودميلا كيتشينوك نادييا كيتشينوك    | ألكسندرا أرتامونوفا ليسلي كيرخوفي    | فرانزيسكا إيتزل تيريزا مارتينكوفا دينيزا أليرتوفا يساليني بونافنتور      |
| 16 يناير | قلمرية، البرتغال ملعب صلب $10،000 قرعة المباريات الفردية والزوجية                                                                       | أوليانا أيزاتولينا 7–5، 6–1                                  | كيتلين ووريسكي                       | أولغا سائز لارا ماغدالينا كيشزينسكا  | ألريكك إيكري أريبيلا فرنانديز رابنر ماتيلدا هاملين أليكس كولومبون        |
| 16 يناير | قلمرية، البرتغال ملعب صلب $10،000 قرعة المباريات الفردية والزوجية                                                                       | لوسيا بوتكوفسكا ألريكك إيكري 6–3، 6–1                        | بياتريس سيديرمارك ماتيلدا هاملين     | أولغا سائز لارا ماغدالينا كيشزينسكا  | ألريكك إيكري أريبيلا فرنانديز رابنر ماتيلدا هاملين أليكس كولومبون        |
| 16 يناير | ساتون، المملكة المتحدة ملعب صلب $10،000 قرعة المباريات الفردية والزوجية                                                                 | ريتشل هوجينكامب 6–3، 6–2                                     | إيمي بوتل                            | ميرتل جورج ليزا ويبورن               | كلارا كوبريفوفا هارييت دارت إليكسان ليشيميا تارا مور                     |
| 16 يناير | ساتون، المملكة المتحدة ملعب صلب $10،000 قرعة المباريات الفردية والزوجية                                                                 | إيمي بوتل كيرين ليموين 7–6(7–5)، 6–3                         | إليكسان ليشيميا إيرينا رامياليسون    | ميرتل جورج ليزا ويبورن               | كلارا كوبريفوفا هارييت دارت إليكسان ليشيميا تارا مور                     |
| 16 يناير | أنطاليا-كايا بيليك، تركيا ملعب ترابي $10،000 قرعة المباريات الفردية والزوجية                                                            | صوفيا كفاتسابايا 7–6(7–4)، 6–1                               | مارينا جيرال لوريس                   | إيڤجينييا بوشكوفا ليانا أنجور        | أناستازيا فرولوفا إيكاترينا ياشينا ألكسندرا داماسكين جراسيا رادوفانوفيتش |
| 16 يناير | أنطاليا-كايا بيليك، تركيا ملعب ترابي $10،000 قرعة المباريات الفردية والزوجية                                                            | كريستينا دينو أندريا ميتو 7–6(7–3)، 6–2                      | ديانا ماركو ليانا أنجور              | إيڤجينييا بوشكوفا ليانا أنجور        | أناستازيا فرولوفا إيكاترينا ياشينا ألكسندرا داماسكين جراسيا رادوفانوفيتش |
| 23 يناير | أندريزيه بوثيون، فرنسا ملعب صلب 25٬000 دولار قرعة المباريات الفردية والزوجية نسخة محفوظة 2015-09-19 على موقع واي باك مشين.              | كريستينا بليسكوفا 6–2، 6–2                                   | آنا ريموندينا                        | كارين كناب فيسنا دولونك              | كريستينا بارويس لارا أروابارينا فيسينو كارولينا بلسكوفا ميكايلا أونتشوفا |
| 23 يناير | أندريزيه بوثيون، فرنسا ملعب صلب 25٬000 دولار قرعة المباريات الفردية والزوجية نسخة محفوظة 2015-09-19 على موقع واي باك مشين.              | كارولينا بلسكوفا كريستينا بليسكوفا 6–4، 4–6، [10–5]          | جولي كوين إيفا هردينوفا              | كارين كناب فيسنا دولونك              | كريستينا بارويس لارا أروابارينا فيسينو كارولينا بلسكوفا ميكايلا أونتشوفا |
| 23 يناير | كويمبرا، البرتغال ملعب صلب 10٬000 دولار قرعة المباريات الفردية والزوجية                                                                 | ألريكك إيكري 2–6، 7–5، 6–3                                   | جوستينا ججيولكا                      | نيكول كليريكو استيل جيسارد           | نيكولا هوراكوفا مارجريدا مورا أماندين كازو ماغدالينا كيشينسكا            |
| 23 يناير | كويمبرا، البرتغال ملعب صلب 10٬000 دولار قرعة المباريات الفردية والزوجية                                                                 | لوسيا بوتكوفسكا ألريكك إيكري 6–3، 6–0                        | مارتينا كاتشيوتي نيكول كليريكو       | نيكول كليريكو استيل جيسارد           | نيكولا هوراكوفا مارجريدا مورا أماندين كازو ماغدالينا كيشينسكا            |
| 23 يناير | كارست (مدينة)، ألمانيا أرضية صناعية 10٬000 دولار قرعة المباريات الفردية والزوجية                                                        | ديناه بفيزينماير 6–4، 6–4                                    | أليسون فان يوتفانخ                   | لورا سيجموند يانا نابيل              | ألكسندرا أرتامونوفا آنا لينا فريدسام إنجا بريسلان مارجريتا جاسباريان     |
| 23 يناير | كارست (مدينة)، ألمانيا أرضية صناعية 10٬000 دولار قرعة المباريات الفردية والزوجية                                                        | مارجريتا جاسباريان آنا سمولينا 6–7(2–7)، 6–2، [10–8]         | ألكسندرا أرتامونوفا مارينا ميلنيكوفا | لورا سيجموند يانا نابيل              | ألكسندرا أرتامونوفا آنا لينا فريدسام إنجا بريسلان مارجريتا جاسباريان     |
| 23 يناير | مايوركا، إسبانيا ملعب ترابي $10،000 قرعة المباريات الفردية والزوجية                                                                     | أناستازيا جريمالسكا 6–1، 6–4                                 | باربرا سوباشكيفيتش                   | بيلار دومينغو لوبيز جاسمين ستينهير   | أناستازيا فدوفينكو إيفون كافالي رايمرز صوفيا كفاتسابايا آنه شيفر         |
| 23 يناير | مايوركا، إسبانيا ملعب ترابي $10،000 قرعة المباريات الفردية والزوجية                                                                     | أناستازيا جريمالسكا باربرا سوباشكيفيتش 7–6(8–6)، 2–6، [10–7] | سيمونا دوبرا لوسي كريجسمانوفا        | بيلار دومينغو لوبيز جاسمين ستينهير   | أناستازيا فدوفينكو إيفون كافالي رايمرز صوفيا كفاتسابايا آنه شيفر         |
| 23 يناير | أنطاليا-كايا بيليك، تركيا ملعب ترابي $10،000 قرعة المباريات الفردية والزوجية                                                            | كريستينا دينو 7–5، 6–3                                       | ليانا أنجور                          | كسينيا ميليفسكايا ماريانا زاكارلوك   | تينا لوكاس باشاك إرايدن أندريا ميتو كرمن إيلونا                          |
| 23 يناير | أنطاليا-كايا بيليك، تركيا ملعب ترابي $10،000 قرعة المباريات الفردية والزوجية                                                            | كريستينا دينو أندريا ميتو Walkover                           | يومي ناكانو إيكاترينا ياشينا         | كسينيا ميليفسكايا ماريانا زاكارلوك   | تينا لوكاس باشاك إرايدن أندريا ميتو كرمن إيلونا                          |
| 30 يناير | غرونوبل، فرنسا ملعب صلب 25،000 دولار قرعة المباريات الفردية والزوجية نسخة محفوظة 2016-03-15 على موقع واي باك مشين.                      | كارولينا بلسكوفا 7–6(13–11)، 7–6(8–6)                        | كريستينا بليسكوفا                    | مارينا زانيفسكا ساندرا زاهلافوفا     | جولي كوين تاتيانا ماليك نايومي برودي فالنتينا إيفاخنينكو                 |
| 30 يناير | غرونوبل، فرنسا ملعب صلب 25،000 دولار قرعة المباريات الفردية والزوجية نسخة محفوظة 2016-03-15 على موقع واي باك مشين.                      | كارولينا بلسكوفا كريستينا بليسكوفا 6–1، 6–3                  | فالنتينا إيفاخنينكو مارينا زانيفسكا  | مارينا زانيفسكا ساندرا زاهلافوفا     | جولي كوين تاتيانا ماليك نايومي برودي فالنتينا إيفاخنينكو                 |
| 30 يناير | سندرلاند، المملكة المتحدة ملعب صلب 25،000 دولار قرعة المباريات الفردية والزوجية نسخة محفوظة 2017-03-16 على موقع واي باك مشين.           | سارة جرونرت 3–6، 6–2، 6–3                                    | آنيكا بيك                            | تتيانا أريفيفا آنا فرلجيتش           | ديانا مارسنكفيتشا فرانسيسكا ستيفنسون إيرينا بافلوفيتش ميكايلا أونتشوفا   |
| 30 يناير | سندرلاند، المملكة المتحدة ملعب صلب 25،000 دولار قرعة المباريات الفردية والزوجية نسخة محفوظة 2017-03-16 على موقع واي باك مشين.           | جوستينا ججيولكا ديانا مارسنكفيتشا 6–4، 2–6، [10–6]           | مارتينا كاتشيوتي أناستازيا جريمالسكا | تتيانا أريفيفا آنا فرلجيتش           | ديانا مارسنكفيتشا فرانسيسكا ستيفنسون إيرينا بافلوفيتش ميكايلا أونتشوفا   |
| 30 يناير | رانشو سانتا في، الولايات المتحدة ملعب صلب $25،000 قرعة المباريات الفردية والزوجية نسخة محفوظة 2016-03-14 على موقع واي باك مشين.         | جوليا بوسوروب 6–0، 6–3                                       | لورين ديفيس                          | كريستا ملعب صلبيبك أليكسا جلاتش      | لو جينغجينغ ماريا سانشيز هايدي الطباخ ماديسون برينجل                     |
| 30 يناير | رانشو سانتا في، الولايات المتحدة ملعب صلب $25،000 قرعة المباريات الفردية والزوجية نسخة محفوظة 2016-03-14 على موقع واي باك مشين.         | ماريا سانشيز ياسمين شناك 7–6(7–4)، 4–6، [10–8]               | إيرينا بورياتشوك إليزافيتا يانتشوك   | كريستا ملعب صلبيبك أليكسا جلاتش      | لو جينغجينغ ماريا سانشيز هايدي الطباخ ماديسون برينجل                     |
| 30 يناير | ميورقة، إسبانيا ملعب ترابي $10،000 قرعة المباريات الفردية والزوجية                                                                      | صوفيا كفاتسابايا 6–2، 6–3                                    | إيفون كافالي رايمرز                  | فاليريا بروسيري بيلار دومينغيز لوبيز | آنه شيفر داريا سالنيكوفا يانا ياندوفا أولغا سايز لارّا                    |
| 30 يناير | ميورقة، إسبانيا ملعب ترابي $10،000 قرعة المباريات الفردية والزوجية                                                                      | إيفون كافالي رايمرز لوسيا سيرفيرا فاسكيز 7–5، 6–4            | أليس بالدوتشي آنه شيفر               | فاليريا بروسيري بيلار دومينغيز لوبيز | آنه شيفر داريا سالنيكوفا يانا ياندوفا أولغا سايز لارّا                    |
| 30 يناير | ماكدونالدز بيرني الدولية بيرني، أستراليا ملعب صلب $25،000 قرعة المباريات الفردية والزوجية نسخة محفوظة 2017-03-16 على موقع واي باك مشين. | أوليفيا روجوفسكا 6–3، 6–3                                    | إيرينا خروماتشيفا                    | يوريكا سما بوجانا بوبوسيك            | أرينا روديونوفا أوجيني بوشار مونيك أدامكزاك شاكو أوياما                  |
| 30 يناير | ماكدونالدز بيرني الدولية بيرني، أستراليا ملعب صلب $25،000 قرعة المباريات الفردية والزوجية نسخة محفوظة 2017-03-16 على موقع واي باك مشين. | أرينا روديونوفا ميلاني ساوث 6–2، 6–2                         | ستيفاني بينجسون تايرا كالدروود       | يوريكا سما بوجانا بوبوسيك            | أرينا روديونوفا أوجيني بوشار مونيك أدامكزاك شاكو أوياما                  |
| 30 يناير | أنطاليا-كايا بيليك، تركيا ملعب ترابي $10،000 قرعة المباريات الفردية والزوجية                                                            | دانيëlle هارمسن 6–3، 6–4                                     | مارتينا دي جوزيبي                    | كسينيا ميليفسكايا ديانا بوزيان       | تشيهيرو نونومي فلاديسلافا زانوسييينكو سازكا جافريلوسكا يلينا نيمشين      |
| 30 يناير | أنطاليا-كايا بيليك، تركيا ملعب ترابي $10،000 قرعة المباريات الفردية والزوجية                                                            | ديانا بوزيان دانيëlle هارمسن 6–0، 1–6، [10–6]                | كرمن إيلونا إيمي موتاجوتشي           | كسينيا ميليفسكايا ديانا بوزيان       | تشيهيرو نونومي فلاديسلافا زانوسييينكو سازكا جافريلوسكا يلينا نيمشين      |

### فبراير
| الأسبوع   | البطولة | الفائزات                                                  | الوصيفات                                 | المتأهلات لنصف النهائي                   | المتأهلات لربع النهائي                                               |
| --------- | --- | --------------------------------------------------------- | ---------------------------------------- | ---------------------------------------- | -------------------------------------------------------------------- |
| 6 فبراير  | كوبا بيوناير كالي (مدينة)، كولومبيا ملعب ترابي $100،000+H فردي - زوجي                                                           | ألكسندرا دولغيرو 6–3، 1–6، 6–3                            | ماندي مينلا                              | سيسيل كاراتانتشيفا لورديس دومينغيز لينو  | جوليا كوهين Kathrin Wörle ألكسندرا بانوفا Alexandra Cadanțu          |
| 6 فبراير  | كوبا بيوناير كالي (مدينة)، كولومبيا ملعب ترابي $100،000+H فردي - زوجي                                                           | كارين كناب ماندي مينلا 6–4، 6–3                           | Alexandra Cadanțu رالوكا أولارو          | سيسيل كاراتانتشيفا لورديس دومينغيز لينو  | جوليا كوهين Kathrin Wörle ألكسندرا بانوفا Alexandra Cadanțu          |
| 6 فبراير  | داو كورنينغ تينس كلاسيك ميدلاند، الولايات المتحدة ملعب صلب $100،000 فردي - زوجي                                                 | أولجا جوفورتسوفا 6–3، 6–7(6–8)، 7–6(7–5)                  | ماغدالينا ريباريكوفا                     | جيمي هامبتون يفجينيا رودينا              | لوسي هراديكا آنا تاتيشفيلي ماديسون برينجل غيل برودسكي                |
| 6 فبراير  | داو كورنينغ تينس كلاسيك ميدلاند، الولايات المتحدة ملعب صلب $100،000 فردي - زوجي                                                 | أندريا هلافاتشكوفا لوسي هراديكا 7–6(7–4)، 6–2             | فيسنا دولونك ستيفاني فورتيز جكون         | جيمي هامبتون يفجينيا رودينا              | لوسي هراديكا آنا تاتيشفيلي ماديسون برينجل غيل برودسكي                |
| 6 فبراير  | رانتشو ميراج، الولايات المتحدة ملعب صلب $25،000 قرعة المباريات الفردية والزوجية نسخة محفوظة 2016-03-14 على موقع واي باك مشين.   | جوانا كونتا 6–0، 6–4                                      | لينكا وينروفا                            | أماندا فينك فاليريا سولوفيفا             | كلير فويرشتاين زوزانا زلوشوفا لورين ديفيس آلي كيك                    |
| 6 فبراير  | رانتشو ميراج، الولايات المتحدة ملعب صلب $25،000 قرعة المباريات الفردية والزوجية نسخة محفوظة 2016-03-14 على موقع واي باك مشين.   | إيكاترين جورجودزي صوفيا شاباتافا 6–2، 3–6، [10–6]         | فاليريا سولوفيفا لينكا وينروفا           | أماندا فينك فاليريا سولوفيفا             | كلير فويرشتاين زوزانا زلوشوفا لورين ديفيس آلي كيك                    |
| 6 فبراير  | شرم الشيخ، مصر ملعب صلب $10،000 قرعة المباريات الفردية والزوجية                                                                 | فنيز تشان 7–5، 1–6، 6–1                                   | لين شونهاغ                               | باربارا هاس أمينات كوشكوفا               | روثيو دي لا تور سانشيز بولينا ليكينا إنديري أكيكي جوليا ساموسيفا     |
| 6 فبراير  | شرم الشيخ، مصر ملعب صلب $10،000 قرعة المباريات الفردية والزوجية                                                                 | ناتيلا دزالاميدزه كريستينا كازيموفا 6–4، 7–5              | روثيو دي لا تور سانشيز كريستينا شاكوفيتس | باربارا هاس أمينات كوشكوفا               | روثيو دي لا تور سانشيز بولينا ليكينا إنديري أكيكي جوليا ساموسيفا     |
| 6 فبراير  | فالي دو لوبو، البرتغال ملعب صلب $10،000 قرعة المباريات الفردية والزوجية                                                         | إستيل جيسارد 6–2، 6–1                                     | هيروكو كواتا                             | شارلين سيتون تيريزا ماليكوفا             | أليس سافوريتي جوستين أوزجا مورغان بونس آي كوغا                       |
| 6 فبراير  | فالي دو لوبو، البرتغال ملعب صلب $10،000 قرعة المباريات الفردية والزوجية                                                         | نيكولا هوراكوفا تيريزا ماليكوفا 6–2، 6–2                  | روزاليا ألدا إيكاترينا تور               | شارلين سيتون تيريزا ماليكوفا             | أليس سافوريتي جوستين أوزجا مورغان بونس آي كوغا                       |
| 6 فبراير  | لاونسستون، أستراليا ملعب صلب $25،000 قرعة المباريات الفردية والزوجية نسخة محفوظة 2017-03-16 على موقع واي باك مشين.              | يوليا بوتنتسيفا 6–1، 6–3                                  | ليسلي كيرخوف                             | آنا كارولينا شميدلوفا ريتشل هوجينكامب    | أوليفيا روجوفسكا هان زينيون أكيكو أوماي فيكتوريا راجيسيك             |
| 6 فبراير  | لاونسستون، أستراليا ملعب صلب $25،000 قرعة المباريات الفردية والزوجية نسخة محفوظة 2017-03-16 على موقع واي باك مشين.              | شاكو أوياما كوتومي تاكاهاتا 6–4، 6–4                      | هسيه شو-يينغ تشينغ سيساي                 | آنا كارولينا شميدلوفا ريتشل هوجينكامب    | أوليفيا روجوفسكا هان زينيون أكيكو أوماي فيكتوريا راجيسيك             |
| 6 فبراير  | أنطاليا-كايا بيليك، تركيا ملعب ترابي $10،000 قرعة المباريات الفردية والزوجية                                                    | كريستينا دينو 6–1، 6–1                                    | ديانا بوزيان                             | إري هوزمي مارينا شامايكو                 | ناتالي بيكيون ناتاليا كوستيتش ماري تاناكا دانييل هارمسن              |
| 6 فبراير  | أنطاليا-كايا بيليك، تركيا ملعب ترابي $10،000 قرعة المباريات الفردية والزوجية                                                    | ديانا بوزيان دانييل هارمسن 7–6(7–5)، 6–1                  | سيدا أرانتيكين هوليا إيسن                | إري هوزمي مارينا شامايكو                 | ناتالي بيكيون ناتاليا كوستيتش ماري تاناكا دانييل هارمسن              |
| 6 فبراير  | ريفييرا دي ساو لورينكو، البرازيل ملعب صلب $25،000 قرعة المباريات الفردية والزوجية نسخة محفوظة 2016-03-21 على موقع واي باك مشين. | روكسان فيسمبيرج 6–1، 6–1                                  | بيانكا بوتو                              | فلورنسيا مولينيرو فيرونيكا سبيد رويج     | ميلين أرويو ماريا إيروغيين ماري إيف بللوتيه كارلا فورت               |
| 6 فبراير  | ريفييرا دي ساو لورينكو، البرازيل ملعب صلب $25،000 قرعة المباريات الفردية والزوجية نسخة محفوظة 2016-03-21 على موقع واي باك مشين. | ميلين أرويو ماريا إيروغيين 6–3، 6–1                       | فيرونيكا سبيد رويج فلورنسيا مولينيرو     | فلورنسيا مولينيرو فيرونيكا سبيد رويج     | ميلين أرويو ماريا إيروغيين ماري إيف بللوتيه كارلا فورت               |
| 13 فبراير | سوربرايز، الولايات المتحدة ملعب صلب $25،000 قرعة المباريات الفردية والزوجية نسخة محفوظة 2016-03-22 على موقع واي باك مشين.       | ميشيل لارشر دي بريتو 6–1، 6–3                             | كلير فويرشتاين                           | ماريا سانشيز هايدي الطباخ                | أولغا بوتشكوفا أندريا هلافاتشكوفا غريس مين ستيفاني فوريتيز غاكون     |
| 13 فبراير | سوربرايز، الولايات المتحدة ملعب صلب $25،000 قرعة المباريات الفردية والزوجية نسخة محفوظة 2016-03-22 على موقع واي باك مشين.       | ماريا سانشيز ياسمين شناك 6–4، 6–3                         | ميهايلا بوزارنيسكو فاليريا سولوفيفا      | ماريا سانشيز هايدي الطباخ                | أولغا بوتشكوفا أندريا هلافاتشكوفا غريس مين ستيفاني فوريتيز غاكون     |
| 13 فبراير | لايمن، ألمانيا ملعب صلب $10،000 قرعة المباريات الفردية والزوجية                                                                 | ميلاني كلافنير 2–6، 7–6(7–5)، 6–1                         | تيريزا سميتكوفا                          | آنا زيا تيريزا مارتينكوفا                | باربورا كرجتشيكوفا آنا لينا فريدسام بيلندا بنشيتش أماندين هيس        |
| 13 فبراير | لايمن، ألمانيا ملعب صلب $10،000 قرعة المباريات الفردية والزوجية                                                                 | آنا لينا فريدسام جوليا كيميلمان 6–1، 7–6(7–4)             | إلين بويكينز يانا نابيل                  | آنا زيا تيريزا مارتينكوفا                | باربورا كرجتشيكوفا آنا لينا فريدسام بيلندا بنشيتش أماندين هيس        |
| 13 فبراير | شرم الشيخ، مصر ملعب صلب $10،000 قرعة المباريات الفردية والزوجية                                                                 | ناتيلا دزالاميدزه 6–3، 6–7(3–7)، 6–0                      | باربارا هاس                              | فنيز تشان أمينات كوشخوفا                 | روكيو دي لا توري سانشيز لارا ميشيل ياسمين شتاينهير كسينيا كيريلوفا   |
| 13 فبراير | شرم الشيخ، مصر ملعب صلب $10،000 قرعة المباريات الفردية والزوجية                                                                 | إنديري أكيكي أناستاسيا خارشينكو 6–3، 6–3                  | ناتيلا دزالاميدزه كريستينا كازيموفا      | فنيز تشان أمينات كوشخوفا                 | روكيو دي لا توري سانشيز لارا ميشيل ياسمين شتاينهير كسينيا كيريلوفا   |
| 13 فبراير | تالين، إستونيا ملعب صلب $10،000 قرعة المباريات الفردية والزوجية                                                                 | إيمي بوتل 7–6(7–5)، 6–4                                   | بولينا فينوغرادوفا                       | بترا كرجسوفا أندي دي فرومي               | كاتارزينا بيتر داريا ليبيشيفا داريا ميرونوفا لو بروليو               |
| 13 فبراير | تالين، إستونيا ملعب صلب $10،000 قرعة المباريات الفردية والزوجية                                                                 | لوسيا بوتكوفسكا إيفا واكانو 6–4، 7–6(9–7)                 | داريا ليبيشيفا جوليا فالتوفا             | بترا كرجسوفا أندي دي فرومي               | كاتارزينا بيتر داريا ليبيشيفا داريا ميرونوفا لو بروليو               |
| 13 فبراير | الرباط، المغرب ملعب ترابي $25،000 قرعة المباريات الفردية والزوجية نسخة محفوظة 2016-03-17 على موقع واي باك مشين.                 | جاسمينا تينجيتش 7–6(7–4)، 2–6، 7–5                        | كيرستن فليبكينس                          | أناستازيا جريمالسكا يانا كابلوفا         | كارولينا بيلوت ماريا تيريزا تورو فلور كرمن إيلونا إليتسا كوستوفا     |
| 13 فبراير | الرباط، المغرب ملعب ترابي $25،000 قرعة المباريات الفردية والزوجية نسخة محفوظة 2016-03-17 على موقع واي باك مشين.                 | يانا كابلوفا ريكا-لوسا ياني 6–7(4–7)، 6–1، [10–4]         | أناستازيا جريمالسكا كرمن إيلونا          | أناستازيا جريمالسكا يانا كابلوفا         | كارولينا بيلوت ماريا تيريزا تورو فلور كرمن إيلونا إليتسا كوستوفا     |
| 13 فبراير | سيدني، Australia ملعب صلب $25،000 قرعة المباريات الفردية والزوجية نسخة محفوظة 2017-03-16 على موقع واي باك مشين.                 | أشلي بارتي 6–1، 6–3                                       | أوليفيا روجوفسكا                         | ساندرا زانيوسكا ريتشل هوجينكامب          | ريسا أوزاكي إيكو ناكامورا نيكولا جوير تشينغ سيساي                    |
| 13 فبراير | سيدني، Australia ملعب صلب $25،000 قرعة المباريات الفردية والزوجية نسخة محفوظة 2017-03-16 على موقع واي باك مشين.                 | أرينا روديونوفا ميلاني ساوث 3–6، 6–3، [10–8]              | دوان ينغينغ هان زينيون                   | ساندرا زانيوسكا ريتشل هوجينكامب          | ريسا أوزاكي إيكو ناكامورا نيكولا جوير تشينغ سيساي                    |
| 13 فبراير | لينشوبينغ، Sweden ملعب صلب $10،000 قرعة المباريات الفردية والزوجية                                                              | مارتا سيروتكينا 6–1، 6–3                                  | ميلانا سبريمو                            | هيلدا ميلاندر أنجيليكا موراتيلي          | تيس سوغنو بياتريس سيديرمارك جاكلين كاباج أواد إيما فلود              |
| 13 فبراير | لينشوبينغ، Sweden ملعب صلب $10،000 قرعة المباريات الفردية والزوجية                                                              | ديجانا رايكوفيتش ألينا ويسل 1–6، 6–3، [10–8]              | مارجريتا لازاريفا مارتا سيروتكينا        | هيلدا ميلاندر أنجيليكا موراتيلي          | تيس سوغنو بياتريس سيديرمارك جاكلين كاباج أواد إيما فلود              |
| 13 فبراير | أنطاليا-كايا بيليك، تركيا ملعب صلب $10٬000 قرعة المباريات الفردية والزوجية                                                      | يوليا بيجيلزيمير 7–5، 7–5                                 | ليانا أنجور                              | لي هوا-تشن إري هوزمي                     | إيفون كافالي رييمرز مارتينا كاريجارو ناتاليا كوستيتش ناتاشا فوركلاس  |
| 13 فبراير | أنطاليا-كايا بيليك، تركيا ملعب صلب $10٬000 قرعة المباريات الفردية والزوجية                                                      | يانغ زاوكسوان تشانغ كيلين 7–6(8–6)، 5–7، [10–8]           | لي يهينغ تانغ هوتشين                     | لي هوا-تشن إري هوزمي                     | إيفون كافالي رييمرز مارتينا كاريجارو ناتاليا كوستيتش ناتاشا فوركلاس  |
| 13 فبراير | برتماو، البرتغال ملعب صلب $10،000 قرعة المباريات الفردية والزوجية                                                               | جوستين أوزجا 4–6، 6–1، 6–1                                | يلينا بوفينا                             | لوسيا سيرفيرا فاسكويز نوريا باريزاس دياز | سيلفيا غارسيا خيمينيز أريبلا فرنانديز رابنر ديزيري باستيانون آي كوغا |
| 13 فبراير | برتماو، البرتغال ملعب صلب $10،000 قرعة المباريات الفردية والزوجية                                                               | نيكولا هوراكوفا تيريزا ماليكوفا 6–3، 2–6، [10–5]          | إنجا بريسلان ليسان فان ريت               | لوسيا سيرفيرا فاسكويز نوريا باريزاس دياز | سيلفيا غارسيا خيمينيز أريبلا فرنانديز رابنر ديزيري باستيانون آي كوغا |
| 20 فبراير | مشكون، فرنسا ملعب صلب $10،000 قرعة المباريات الفردية والزوجية                                                                   | مارينا زانيفسكا 6–1، 6–2                                  | إيما ميكولتسيك                           | أناستاسيا فاسيليفا جوليا جاتو مونتيكوني  | جولي كوين إيرينا رامياليسون سيلين جيسكوير ميرتل جورج                 |
| 20 فبراير | مشكون، فرنسا ملعب صلب $10،000 قرعة المباريات الفردية والزوجية                                                                   | جوليا جاتو مونتيكوني ميكايلا أونتشوفا 6–4، 1–6، [10–5]    | كيم كيلسدونك نيكوليت فان أوترت           | أناستاسيا فاسيليفا جوليا جاتو مونتيكوني  | جولي كوين إيرينا رامياليسون سيلين جيسكوير ميرتل جورج                 |
| 20 فبراير | شرم الشيخ، مصر ملعب صلب $10،000 قرعة المباريات الفردية والزوجية                                                                 | كسينيا كيريلوفا 7–5، 6–4                                  | ناتيلا دزالاميدزه                        | ياسمين شتاينهر إلينا-تيودورا كادار       | روسيو دي لا توري سانشيز فنيز تشان أمينات كوشخوفا جانينا تولين        |
| 20 فبراير | شرم الشيخ، مصر ملعب صلب $10،000 قرعة المباريات الفردية والزوجية                                                                 | ناتيلا دزالاميدزه خريستينا كازيموفا 6–0، 7–6(7–4)         | صوفيا دميترييفا بولينا ليكينا            | ياسمين شتاينهر إلينا-تيودورا كادار       | روسيو دي لا توري سانشيز فنيز تشان أمينات كوشخوفا جانينا تولين        |
| 20 فبراير | تالين، إستونيا ملعب صلب $10،000 قرعة المباريات الفردية والزوجية                                                                 | أنيت كونتافيت 7–5، 6–4                                    | كاتارزينا بيتر                           | أليكساندرا ساسنوفيتش إيفا واكانو         | آنا زيا بولينا فينوغرادوفا داريا ميرونوفا فيكتوريا غولوبيتش          |
| 20 فبراير | تالين، إستونيا ملعب صلب $10،000 قرعة المباريات الفردية والزوجية                                                                 | لو برويلو أليكساندرا ساسنوفيتش 6–3، 6–2                   | أولغا كاليوزهنايا جيمي جايل فان دي وال   | أليكساندرا ساسنوفيتش إيفا واكانو         | آنا زيا بولينا فينوغرادوفا داريا ميرونوفا فيكتوريا غولوبيتش          |
| 20 فبراير | ميلدورا، أستراليا عشب $25،000 قرعة المباريات الفردية والزوجية نسخة محفوظة 2017-03-16 على موقع واي باك مشين.                     | أشلي بارتي 6–1، 7–6(10–8)                                 | فيكتوريا راجيسيك                         | أرينا روديونوفا هان زينيون               | سالي بيرز كسينيا ليكينا ليزلي كيرخوفي مونيك أدامكزاك                 |
| 20 فبراير | ميلدورا، أستراليا عشب $25،000 قرعة المباريات الفردية والزوجية نسخة محفوظة 2017-03-16 على موقع واي باك مشين.                     | ميرفانا يوجيتش سالكيتش كسينيا ليكينا 5–7، 7–5، [10–7]     | ستيفاني بينجسون تايرا كالدروود           | أرينا روديونوفا هان زينيون               | سالي بيرز كسينيا ليكينا ليزلي كيرخوفي مونيك أدامكزاك                 |
| 20 فبراير | هلسينغبورغ، السويد سجاد $10،000 قرعة المباريات الفردية والزوجية                                                                 | كيرين ليموين 6–4، 6–4                                     | إيفا هردينوفا                            | كارينا إيسايان نيكولا فاجدوفا            | داريا شولجانك إيمي بوتل هيلدا ميلاندر إيفيليينا فيرتانين             |
| 20 فبراير | هلسينغبورغ، السويد سجاد $10،000 قرعة المباريات الفردية والزوجية                                                                 | إيمي بوتل كويرين ليموانا 6–3، 6–4                         | ماتيلدا هاملين فاليريا أوسادشينكو        | كارينا إيسايان نيكولا فاجدوفا            | داريا شولجانك إيمي بوتل هيلدا ميلاندر إيفيليينا فيرتانين             |
| 20 فبراير | موسكو، روسيا ملعب صلب $25،000 قرعة المباريات الفردية والزوجية                                                                   | آنيكا بيك 6–1، 7–5                                        | كيرستن فليبكينس                          | داريا جافريلوفا إيكاترينا بيشكوفا        | ديناه بفيزينماير كاترينا كوزلوفا تشالا بويوكاكاتشاي مارتا سيروتكينا  |
| 20 فبراير | موسكو، روسيا ملعب صلب $25،000 قرعة المباريات الفردية والزوجية                                                                   | أوكسانا كالاشنيكوفا مارتا سيروتكينا 7–6(7–2)، 4–6، [11–9] | تاتيانا كوتلنيوفا ليدزيا ماروزافا        | داريا جافريلوفا إيكاترينا بيشكوفا        | ديناه بفيزينماير كاترينا كوزلوفا تشالا بويوكاكاتشاي مارتا سيروتكينا  |
| 20 فبراير | أنطاليا-كايا بيليك، تركيا ملعب ترابي $10،000 قرعة المباريات الفردية والزوجية                                                    | أندريا ميتو 6–3، 6–0                                      | مانا أيوكاوا                             | يوليا بيجيلزيمير تيان ران                | مارتينا كاريجارو أليس بالدوتشي يفون كافالي ريميرس ليانا أنجور        |
| 20 فبراير | أنطاليا-كايا بيليك، تركيا ملعب ترابي $10،000 قرعة المباريات الفردية والزوجية                                                    | يوليا بيجيلزيمير كسينيا ميليفسكايا 6–3، 7–6(7–4)          | لي هوا-تشين لي بي-تشي                    | يوليا بيجيلزيمير تيان ران                | مارتينا كاريجارو أليس بالدوتشي يفون كافالي ريميرس ليانا أنجور        |
| 27 فبراير | برون (فرنسا)، فرنسا ملعب صلب $10،000 قرعة المباريات الفردية والزوجية                                                            | مارينا زانيفسكا 5–7، 7–6(7–2)، 6–3                        | أناستاسيا فاسيليفا                       | أوسيان دودان ميرتل جورج                  | Gaëlle Desperrier ديانا مارسنكفيتشا أماندين هيس فيونا فيرو           |
| 27 فبراير | برون (فرنسا)، فرنسا ملعب صلب $10،000 قرعة المباريات الفردية والزوجية                                                            | ديانا مارسنكفيتشا ديسبينا باباميتشايل 7–5، 7–5            | جوستين أوزجا إيزابيلا شنيكوفا            | أوسيان دودان ميرتل جورج                  | Gaëlle Desperrier ديانا مارسنكفيتشا أماندين هيس فيونا فيرو           |
| 27 فبراير | ويلينغتون، نيوزيلندا ملعب صلب $25،000 قرعة المباريات الفردية والزوجية نسخة محفوظة 2017-03-16 على موقع واي باك مشين.             | دوان ينغينغ 6–1، 6–4                                      | ساندرا زانيوسكا                          | شانيل سيموندز هو يوييو                   | هان سونغ هي ريسا أوزاكي نيكولا جوير ماكوتو نينوميا                   |
| 27 فبراير | ويلينغتون، نيوزيلندا ملعب صلب $25،000 قرعة المباريات الفردية والزوجية نسخة محفوظة 2017-03-16 على موقع واي باك مشين.             | آنا فيتزباتريك شانيل سيموندز 6–3، 6–4                     | هان سونغ هي يورينا كوشينو                | شانيل سيموندز هو يوييو                   | هان سونغ هي ريسا أوزاكي نيكولا جوير ماكوتو نينوميا                   |
| 27 فبراير | أنطاليا-كايا بيليك، تركيا ملعب ترابي $10،000 قرعة المباريات الفردية والزوجية                                                    | آنا سافيتش 6–3، 6–4                                       | جويا باربييري                            | أندريا ميتو أندريا غاميز                 | كارولينا بيلوت ماريانا زاكارلوك كلوديا جيوفين كسينيا ميليفسكايا      |
| 27 فبراير | أنطاليا-كايا بيليك، تركيا ملعب ترابي $10،000 قرعة المباريات الفردية والزوجية                                                    | كلوديا جيوفين آنه شيفر 6–3، 3–6، [10–7]                   | ساناز ماراند نيكولا سلاتر                | أندريا ميتو أندريا غاميز                 | كارولينا بيلوت ماريانا زاكارلوك كلوديا جيوفين كسينيا ميليفسكايا      |

### مارس
| الأسبوع | البطولة | الفائزات                                                           | الوصيفات                                  | المتأهلات لنصف النهائي               | المتأهلات لربع النهائي                                                   |
| ------- | --- | ------------------------------------------------------------------ | ----------------------------------------- | ------------------------------------ | ------------------------------------------------------------------------ |
| 5 مارس  | فورت والتون بيتش، الولايات المتحدة ملعب صلب $25000 قرعة المباريات الفردية والزوجية                                                           | ماديسون برينجل 6–4، 3–6، 6–3                                       | تيريزا مردجا                              | مارتا دوماتشوسكا كاميلا جيورجي       | ساتشيا فيكري آلي كيك أوجيني بوشار يلينا بوفينا                           |
| 5 مارس  | فورت والتون بيتش، الولايات المتحدة ملعب صلب $25000 قرعة المباريات الفردية والزوجية                                                           | ماديسون برينجل باولا كانيا 6–3، 6–4                                | يلينا بوفينا أليز ليم                     | مارتا دوماتشوسكا كاميلا جيورجي       | ساتشيا فيكري آلي كيك أوجيني بوشار يلينا بوفينا                           |
| 5 مارس  | ديجون، فرنسا ملعب صلب $10000 قرعة المباريات الفردية والزوجية                                                                                 | مارينا زانيفسكا 6–4، 6–4                                           | ديانا مارسنكفيتشا                         | جوستين أوزجا أودري برغوت             | كونستانس سيبيل جينيفر زربون سامانثا موراي أوسيان دودان                   |
| 5 مارس  | ديجون، فرنسا ملعب صلب $10000 قرعة المباريات الفردية والزوجية                                                                                 | ديانا مارسنكفيتشا ديسبينا باباميتشايل 5–7، 6–7(7–9)                | يانا سيزيكوفا أليسون فان يوتفانخ          | جوستين أوزجا أودري برغوت             | كونستانس سيبيل جينيفر زربون سامانثا موراي أوسيان دودان                   |
| 5 مارس  | أنطاليا، تركيا ملعب ترابي $10،000 قرعة المباريات الفردية والزوجية                                                                            | آنا سافيتش 2–6، 6–4، 2–6                                           | مارتينا دي جوزيبي                         | إيفلين ماير آنه شيفر                 | كريستينا دينو جويا باربييري أندريا فايدينو أناستازيا جريمالسكا           |
| 5 مارس  | أنطاليا، تركيا ملعب ترابي $10،000 قرعة المباريات الفردية والزوجية                                                                            | كريستينا دينو ديانا بوزيان 0–6، 7–5، [3–10]                        | أنجلينا جابويفا مارجريتا لازاريفا         | إيفلين ماير آنه شيفر                 | كريستينا دينو جويا باربييري أندريا فايدينو أناستازيا جريمالسكا           |
| 5 مارس  | أورانجاباد، الهند ملعب ترابي $10،000 قرعة المباريات الفردية والزوجية                                                                         | داليلا جاكوبيتش 6–4، 7–5                                           | بينجتارن بليبويتش                         | سيدا أرنتيكين ستيفاني سيموني         | سارة ريبيكا سيكوليتش باربارا لوز نيكول كليريكو إنجا بريسلان              |
| 5 مارس  | أورانجاباد، الهند ملعب ترابي $10،000 قرعة المباريات الفردية والزوجية                                                                         | داليلا جاكوبيتش سارة ريبيكا سيكوليتش 6–1، 6–3                      | بينجتارن بليبويتش فرنيا وونجتينتشاي       | سيدا أرنتيكين ستيفاني سيموني         | سارة ريبيكا سيكوليتش باربارا لوز نيكول كليريكو إنجا بريسلان              |
| 5 مارس  | إيرابواتو، المكسيك ملعب صلب $25،000 قرعة المباريات الفردية والزوجية                                                                          | كيكي بيرتينس 6–4، 2–6، 6–1                                         | ياروسلافا شفيدوفا                         | تيميا بابوش ميلين أرويو              | يانا كابلوفا ستيفاني فوجت أدريانا بيريز أنا ريموندينا                    |
| 5 مارس  | إيرابواتو، المكسيك ملعب صلب $25،000 قرعة المباريات الفردية والزوجية                                                                          | جانيت هوساروفا كاتالين ماروسي 6–2، 6–7(11–9)، [7–10]               | ماريا إلينا كاميرين ماريا كوريتسيفا       | تيميا بابوش ميلين أرويو              | يانا كابلوفا ستيفاني فوجت أدريانا بيريز أنا ريموندينا                    |
| 12 مارس | بطولة نساء جزر البهاما ناساو، جزر البهاما ملعب صلب $100،000+H فردي – زوجي                                                                    | ألكسندرا فوزنياك 6–4، 7–5                                          | أليز كورنيه                               | آن كيوثافونج بويانا يوفانوفسكي       | كريستينا بليسكوفا كارولينا بلسكوفا ماريا سانشيز غيل برودسكي              |
| 12 مارس | بطولة نساء جزر البهاما ناساو، جزر البهاما ملعب صلب $100،000+H فردي – زوجي                                                                    | جانيت هوساروفا كاتالين ماروسي 6–1، 3–6، [10–6]                     | إيفا بيرنروفا آن كيوثافونج                | آن كيوثافونج بويانا يوفانوفسكي       | كريستينا بليسكوفا كارولينا بلسكوفا ماريا سانشيز غيل برودسكي              |
| 12 مارس | كليرواتر، الولايات المتحدة ملعب صلب $25،000 قرعة المباريات الفردية والزوجية                                                                  | غاربيني موغوروزا 6–0، 6–1                                          | غريس مين                                  | تشانغ شواي ستيفاني فوجيلي            | أناستاسيا ياكيموفا هيذر واتسون أرانتشا روس كاميلا جيورجي                 |
| 12 مارس | كليرواتر، الولايات المتحدة ملعب صلب $25،000 قرعة المباريات الفردية والزوجية                                                                  | إيكاترين جورجودزي أليونا سوتنيكوفا 6–3، 6–2                        | نايومي برودي هيذر واتسون                  | تشانغ شواي ستيفاني فوجيلي            | أناستاسيا ياكيموفا هيذر واتسون أرانتشا روس كاميلا جيورجي                 |
| 12 مارس | ميازاكي، اليابان عشب $10،000 قرعة المباريات الفردية والزوجية                                                                                 | ماكوتو نينوميا 0–6، 7–6(7–5)، 0–6                                  | يومي ميازاكي                              | تشينامي أوجي يوكا هيجوتشي            | مانا أيوكاوا إري هوزمي آي كوجا تشيهيرو نونومي                            |
| 12 مارس | ميازاكي، اليابان عشب $10،000 قرعة المباريات الفردية والزوجية                                                                                 | أكاري إنوي هيروكو كواتا 3–6، 0–6                                   | كاناي هيسامي يومي ميازاكي                 | تشينامي أوجي يوكا هيجوتشي            | مانا أيوكاوا إري هوزمي آي كوجا تشيهيرو نونومي                            |
| 12 مارس | مومباي، الهند ملعب صلب 10،000 دولار قرعة المباريات الفردية والزوجية                                                                          | يوفانا جاكيتش 3–6، 6–7(5–7)                                        | كيرين شلومو                               | فرنيا وونجتينتشاي نونجنادا واناسوك   | بينجتارن بليبويتش سارة ريبيكا سيكوليك نيكول كليريكو تمارا تشروفيتش       |
| 12 مارس | مومباي، الهند ملعب صلب 10،000 دولار قرعة المباريات الفردية والزوجية                                                                          | بينجتارن بليبويتش فرنيا وونجتينتشاي 1–6، 2–6                       | إنجا بريسلان كيرا شروف                    | فرنيا وونجتينتشاي نونجنادا واناسوك   | بينجتارن بليبويتش سارة ريبيكا سيكوليك نيكول كليريكو تمارا تشروفيتش       |
| 12 مارس | آستانا، كازاخستان ملعب صلب 10،000 دولار قرعة المباريات الفردية والزوجية                                                                      | آنا لينا فريدسام 6–4، 6–3                                          | يكاتيرينا ياشينا                          | يفجينيا باشكوفا أليكساندرا ساسنوفيتش | كرمن إيلونا بولينا مونوفا أناستاسيا فاسيليفا جوستينا ججيولكا             |
| 12 مارس | آستانا، كازاخستان ملعب صلب 10،000 دولار قرعة المباريات الفردية والزوجية                                                                      | يفجينيا باشكوفا أناستاسيا فاسيليفا 7–5، 6–2                        | ألبينا خابيبولينا كرمن إيلونا             | يفجينيا باشكوفا أليكساندرا ساسنوفيتش | كرمن إيلونا بولينا مونوفا أناستاسيا فاسيليفا جوستينا ججيولكا             |
| 12 مارس | أميان، فرنسا ملعب ترابي $10،000 قرعة المباريات الفردية والزوجية                                                                              | إيزابيلا شنيكوفا 6–3، 0–6، 6–3                                     | يساليني بونافنتور                         | تيس سوجنو سيلين غيسكيير              | أماندين هيس جوزيفا آدم كلوتيلد دي برناردي ليتيسيا سارازين                |
| 12 مارس | أميان، فرنسا ملعب ترابي $10،000 قرعة المباريات الفردية والزوجية                                                                              | بيرنيس فان دي فيلدي نيكوليت فان أوترت 2–6، 7–6(9–7)، [10–6]        | كاثارينا ليهنيرت كاثارينا نيجرين          | تيس سوجنو سيلين غيسكيير              | أماندين هيس جوزيفا آدم كلوتيلد دي برناردي ليتيسيا سارازين                |
| 12 مارس | مدريد، إسبانيا ملعب ترابي $10،000 قرعة المباريات الفردية والزوجية                                                                            | إستيل جويزارد 6–0، 7–6(7–5)                                        | سارا سوريبس تورمو                         | رالوكا أولارو إيفا ميكوفيتش          | إلينا سيريزو كودينا إنديري أكيكي نانولي بيبيا روكيو دي لا توري سانشيز    |
| 12 مارس | مدريد، إسبانيا ملعب ترابي $10،000 قرعة المباريات الفردية والزوجية                                                                            | بيلار دومينغيز لوبيز إيزابيل رابيساردا كالفو 7–6(7–0)، 2–6، [10–8] | يانا ياندوفا ساندرا مارتينوفيتش           | رالوكا أولارو إيفا ميكوفيتش          | إلينا سيريزو كودينا إنديري أكيكي نانولي بيبيا روكيو دي لا توري سانشيز    |
| 12 مارس | أنطاليا، تركيا ملعب ترابي $10،000 قرعة المباريات الفردية والزوجية                                                                            | آنا سافيتش 6–0، 6–4                                                | جاسمينا تينجيتش                           | إيفلين ماير جويا باربييري            | مارتينا دي جوزيبي أناستازيا جريمالسكا ساندرا روما ماشا زيك بشكيريتش      |
| 12 مارس | أنطاليا، تركيا ملعب ترابي $10،000 قرعة المباريات الفردية والزوجية                                                                            | جويا باربييري أناستازيا جريمالسكا 6–4، 1–6، [11–9]                 | كلوديا جيوفين ساناز ماراند                | إيفلين ماير جويا باربييري            | مارتينا دي جوزيبي أناستازيا جريمالسكا ساندرا روما ماشا زيك بشكيريتش      |
| 12 مارس | باث، المملكة المتحدة ملعب صلب $10،000 قرعة المباريات الفردية والزوجية                                                                        | تيريزا سميتكوفا 4–6، 6–2، 6–1                                      | كاتارزينا بيتر                            | لوسي براون سامانثا موراي             | لينكا جريكوفا جوليا جاتو مونتيكوني كيتلين ووريسكي ماريا تيريزا تورو فلور |
| 12 مارس | باث، المملكة المتحدة ملعب صلب $10،000 قرعة المباريات الفردية والزوجية                                                                        | سامانثا موراي إميلي ويبلي سميث 4–6، 6–4، [10–5]                    | لينكا جريكوفا كاتارزينا بيتر              | لوسي براون سامانثا موراي             | لينكا جريكوفا جوليا جاتو مونتيكوني كيتلين ووريسكي ماريا تيريزا تورو فلور |
| 12 مارس | بوزا ريكا، المكسيك ملعب صلب $25،000 قرعة المباريات الفردية والزوجية نسخة محفوظة 2012-03-27 على موقع واي باك مشين.                            | ياروسلافا شفيدوفا 6–1، 6–2                                         | مونيكا بويغ                               | باتريسيا ماير أخلايتنر يانا كابلوفا  | زوزانا زلوخوفا ماريا إلينا كاميرين كيكي بيرتينس ألكسندرا كرونتش          |
| 12 مارس | بوزا ريكا، المكسيك ملعب صلب $25،000 قرعة المباريات الفردية والزوجية نسخة محفوظة 2012-03-27 على موقع واي باك مشين.                            | يانا كابلوفا لينكا وينروفا 7–5، 2–6، [10–3]                        | ماريا إلينا كاميرين ماريا كوريتسيفا       | باتريسيا ماير أخلايتنر يانا كابلوفا  | زوزانا زلوخوفا ماريا إلينا كاميرين كيكي بيرتينس ألكسندرا كرونتش          |
| 12 مارس | سانيا، الصين ملعب صلب $25،000 قرعة المباريات الفردية والزوجية نسخة محفوظة 2012-03-27 على موقع واي باك مشين.                                  | وانغ كيانغ 6–2، 6–4                                                | هان زينيون                                | تشو يمياو وانغ يافان                 | إريكا سما ساتشي إيشيزو تشينغ سيساي ليو تشانغ                             |
| 12 مارس | سانيا، الصين ملعب صلب $25،000 قرعة المباريات الفردية والزوجية نسخة محفوظة 2012-03-27 على موقع واي باك مشين.                                  | إريكا سما تشينغ سيساي 6–2، 6–2                                     | ليانغ تشن تشو يمياو                       | تشو يمياو وانغ يافان                 | إريكا سما ساتشي إيشيزو تشينغ سيساي ليو تشانغ                             |
| 19 مارس | ألماتي، كازاخستان ملعب صلب $25،000 قرعة المباريات الفردية والزوجية نسخة محفوظة 2012-03-25 على موقع واي باك مشين.                             | أناستاسيا فاسيليفا 6–4، 6–1                                        | ميكايلا أونتشوفا                          | يوليا بوتنتسيفا تشالا بويوكاكاتشاي   | جوستينا ججيولكا بيمرا أوزجن داريا ميرونوفا كرمن إيلونا                   |
| 19 مارس | ألماتي، كازاخستان ملعب صلب $25،000 قرعة المباريات الفردية والزوجية نسخة محفوظة 2012-03-25 على موقع واي باك مشين.                             | أوكسانا كالاشنيكوفا يفجينيا باشكوفا 6–1، 7–5                       | ألبينا خابيبولينا كرمن إيلونا             | يوليا بوتنتسيفا تشالا بويوكاكاتشاي   | جوستينا ججيولكا بيمرا أوزجن داريا ميرونوفا كرمن إيلونا                   |
| 19 مارس | بنغالور، الهند ملعب صلب $25،000 قرعة المباريات الفردية والزوجية                                                                              | دونا فيكك 6–2، 6–4                                                 | أندريا كوخ بنفنوتو                        | كيرا شروف أكيكو أوماي                | تامارين هندلر نونجنادا واناسوك ميلاني كلافنير ميليس سيزر                 |
| 19 مارس | بنغالور، الهند ملعب صلب $25،000 قرعة المباريات الفردية والزوجية                                                                              | تامارين هندلر ميلاني كلافنير 6–2، 4–6، [10–6]                      | تادجا ماجريتش إنجا بريسلان                | كيرا شروف أكيكو أوماي                | تامارين هندلر نونجنادا واناسوك ميلاني كلافنير ميليس سيزر                 |
| 19 مارس | موسكو، روسيا بساط $25،000 قرعة المباريات الفردية والزوجية                                                                                    | مارغاريتا جاسباريان 0–6، تقاعد                                     | ليودميلا كيتشينوك                         | أناستازيا فرولوفا إيكاترينا بيشكوفا  | بولينا بيخوفا فالنتينا إيفاخنينكو داريا جافريلوفا كاتيرينا كوزلوفا       |
| 19 مارس | موسكو، روسيا بساط $25،000 قرعة المباريات الفردية والزوجية                                                                                    | مارغاريتا جاسباريان آنا أرينا مارينكو 6–3، 6–7(4–7)، [6–10]        | فالنتينا إيفاخنينكو كاتيرينا كوزلوفا      | أناستازيا فرولوفا إيكاترينا بيشكوفا  | بولينا بيخوفا فالنتينا إيفاخنينكو داريا جافريلوفا كاتيرينا كوزلوفا       |
| 19 مارس | Aegon GB Pro–Series Bath باث، المملكة المتحدة ملعب صلب $25،000 قرعة المباريات الفردية والزوجية نسخة محفوظة 2015-09-16 على موقع واي باك مشين. | كيكي بيرتينس 6–4، 3–6، 3–6                                         | آنيكا بيك                                 | ديانا مارسنكفيتشا تاتيانا مالك       | أنيت كونتافيت جوليا غلوشكو آنا فرلجيتش جوانا كونتا                       |
| 19 مارس | Aegon GB Pro–Series Bath باث، المملكة المتحدة ملعب صلب $25،000 قرعة المباريات الفردية والزوجية نسخة محفوظة 2015-09-16 على موقع واي باك مشين. | تاتيانا مالك ستيفاني فوجت 3–6، 6–3، [3–10]                         | جولي كوين ميلاني ساوث                     | ديانا مارسنكفيتشا تاتيانا مالك       | أنيت كونتافيت جوليا غلوشكو آنا فرلجيتش جوانا كونتا                       |
| 19 مارس | بوكيت، تايلاند ملعب صلب $25،000 قرعة المباريات الفردية والزوجية نسخة محفوظة 2012-03-25 على موقع واي باك مشين.                                | ديناه بفيزينماير 2–6، 4–6                                          | نوبون ليرتشيواكارن                        | ريكا-لوسا جاني يوليا بيجيلزيمير      | إريكا سما نيكولا هوفمانوفا كيرستن فليبكينس تشينغ سيساي                   |
| 19 مارس | بوكيت، تايلاند ملعب صلب $25،000 قرعة المباريات الفردية والزوجية نسخة محفوظة 2012-03-25 على موقع واي باك مشين.                                | ناتيلا دزالاميدزه مارتا سيروتكينا 6–4، 6–1                         | تشان تشين وي تشينغ سيساي                  | ريكا-لوسا جاني يوليا بيجيلزيمير      | إريكا سما نيكولا هوفمانوفا كيرستن فليبكينس تشينغ سيساي                   |
| 19 مارس | كوفو، اليابان ملعب صلب $10،000 قرعة المباريات الفردية والزوجية                                                                               | هيروكو كواتا 6–4، 4–6، 7–6(9–7)                                    | ليو فانجزو                                | إري هوزمي أكيكو يونيمورا             | كاناي هيسامي أكاري إينو أيومي أوكا ميكي ميامرا                           |
| 19 مارس | كوفو، اليابان ملعب صلب $10،000 قرعة المباريات الفردية والزوجية                                                                               | أيومي أوكا كوتومي تاكاهاتا 6–4، 5–7، [10–3]                        | إري هوزمي ريمي تيزوكا                     | إري هوزمي أكيكو يونيمورا             | كاناي هيسامي أكاري إينو أيومي أوكا ميكي ميامرا                           |
| 19 مارس | أنطاليا، تركيا ملعب ترابي $10،000 قرعة المباريات الفردية والزوجية                                                                            | آنا سافيتش 5–0، انسحبت                                             | ليزا سابينو                               | إيفلين ماير تيودورا ميرسك            | سابرينا بومغارتن أندريا فيدينو كلوديا جيوفين جوليا ماير                  |
| 19 مارس | أنطاليا، تركيا ملعب ترابي $10،000 قرعة المباريات الفردية والزوجية                                                                            | إيفلين ماير جوليا ماير 6–2، 6–3                                    | كلوديا جيوفين تيودورا ميرسك               | إيفلين ماير تيودورا ميرسك            | سابرينا بومغارتن أندريا فيدينو كلوديا جيوفين جوليا ماير                  |
| 19 مارس | جونيس، فرنسا ملعب ترابي $10،000 قرعة المباريات الفردية والزوجية                                                                              | إيرينا بريمون 7–6(7–2)، 6–3                                        | أودري برغوت                               | شيرازاد بنامار بولين بايه            | إستيل كاسينو أماندين هيس دجانا رايكوفيتش مارين بارتود                    |
| 19 مارس | جونيس، فرنسا ملعب ترابي $10،000 قرعة المباريات الفردية والزوجية                                                                              | كارين مورغوشوفا لينكا تفاروشكوفا 7–6(7–4)، 6–1                     | شيرازاد بنامار براندي مينا                | شيرازاد بنامار بولين بايه            | إستيل كاسينو أماندين هيس دجانا رايكوفيتش مارين بارتود                    |
| 19 مارس | متيبيك، المكسيك ملعب صلب $10،000 قرعة المباريات الفردية والزوجية                                                                             | زوزانا زلوخوفا 6–3، 7–5                                            | فينيسا فورلانيتو                          | إليزابيث لامبكين ناديا عبد الله      | سيسيليا كوستا ميلغار أرانزا سالو لينكا بروشوفا نيكول ميليشار             |
| 19 مارس | متيبيك، المكسيك ملعب صلب $10،000 قرعة المباريات الفردية والزوجية                                                                             | إليزابيث فيريس نيكول ميليشار 6–3، 6–1                              | ليز تيتيانا كوهلير بوغارين بريانا مورغان  | إليزابيث لامبكين ناديا عبد الله      | سيسيليا كوستا ميلغار أرانزا سالو لينكا بروشوفا نيكول ميليشار             |
| 19 مارس | مدريد، إسبانيا ملعب ترابي $10،000 قرعة المباريات الفردية والزوجية                                                                            | سارا سوريبس تورمو 6–2، 7–6(10–8)                                   | إيزابيل رابيساردا كالفو                   | إستل غيسارد إنديري أكيكي             | سسيلا أريغيلان نانولي بيبييا غايا سانيسي جوليا سوساريلو                  |
| 19 مارس | مدريد، إسبانيا ملعب ترابي $10،000 قرعة المباريات الفردية والزوجية                                                                            | يانا ياندوفا ساندرا مارتينوفيتش 6–3، 6–3                           | كليا ميلينا جوليا سوساريلو                | إستل غيسارد إنديري أكيكي             | سسيلا أريغيلان نانولي بيبييا غايا سانيسي جوليا سوساريلو                  |
| 19 مارس | المرسى (تونس)، تونس ملعب ترابي $25،000 قرعة المباريات الفردية والزوجية نسخة محفوظة 2012-03-25 على موقع واي باك مشين.                         | يلينا سفيتولينا 7–6(7–4)، 7–6(7–5)                                 | إيزابيلا شنيكوفا                          | أنس جابر أندريا ميتو                 | ميرفانا يوجيتش سالكيتش ماشا زيك بشكيريتش رالوكا أولارو كوني بيرين        |
| 19 مارس | المرسى (تونس)، تونس ملعب ترابي $25،000 قرعة المباريات الفردية والزوجية نسخة محفوظة 2012-03-25 على موقع واي باك مشين.                         | ألريكك إيكري إيزابيلا شنيكوفا 6–3، 6–4                             | ميرفانا يوجيتش سالكيتش ساندرا كليمينشيتس  | أنس جابر أندريا ميتو                 | ميرفانا يوجيتش سالكيتش ماشا زيك بشكيريتش رالوكا أولارو كوني بيرين        |
| 19 مارس | رانكاغوا، تشيلي تراب 10,000 دولار قرعة المباريات الفردية والزوجية                                                                            | دانييلا سيغيل 7–6(7–4)، 6–3                                        | كارولينا زيبالوس                          | باتريسيا كو فلوريس فرناندا بريتو     | أوغوستينا ليبور كارولينا نوفاك كارلا فورت إيزابيلا روبّياني               |
| 19 مارس | رانكاغوا، تشيلي تراب 10,000 دولار قرعة المباريات الفردية والزوجية                                                                            | باتريسيا كو فلوريس دانييلا سيغيل 7–6(7–2)، 7–5                     | فرناندا بريتو راكيل بيلتشر                | باتريسيا كو فلوريس فرناندا بريتو     | أوغوستينا ليبور كارولينا نوفاك كارلا فورت إيزابيلا روبّياني               |
| 19 مارس | إبسوتش، أستراليا تراب 25,000 دولار قرعة المباريات الفردية والزوجية نسخة محفوظة 2012-03-25 على موقع واي باك مشين.                             | ساندرا زانيوسكا 7–6(7–5)، 6–1                                      | أشلي بارتي                                | تينا شيتشتل سالي بيرز                | يوريكا سما ريسا أوزاكي جونري ناميجاتا كارولينا ولوداركزاك                |
| 19 مارس | إبسوتش، أستراليا تراب 25,000 دولار قرعة المباريات الفردية والزوجية نسخة محفوظة 2012-03-25 على موقع واي باك مشين.                             | مونيك أدامكزاك ساندرا زانيوسكا 7–5، 6–4                            | شاكو أوياما جونري ناميجاتا                | تينا شيتشتل سالي بيرز                | يوريكا سما ريسا أوزاكي جونري ناميجاتا كارولينا ولوداركزاك                |
| 26 مارس | تشالنجر ذا أوكس كلوب أوسبري، الولايات المتحدة تراب 50,000 دولار المباريات: الفردية – الزوجية                                                 | أرانتشا روس 6–4، 6–1                                               | سيسيل كاراتانتشيفا                        | إيدينا جالوفيتس هول ألكسندرا بانوفا  | لوسي هراديكا فلورنسيا مولينيرو لارا أروابارينا فيسينو أليز كورنيه        |
| 26 مارس | تشالنجر ذا أوكس كلوب أوسبري، الولايات المتحدة تراب 50,000 دولار المباريات: الفردية – الزوجية                                                 | ليندساي لي ووترز ميغان مولتون ليفي 2–6، 6–4، [10–7]                | ألكسندرا بانوفا ليسيا تسورينكو            | إيدينا جالوفيتس هول ألكسندرا بانوفا  | لوسي هراديكا فلورنسيا مولينيرو لارا أروابارينا فيسينو أليز كورنيه        |
| 26 مارس | بوكيت، تايلاند صلب 25,000 دولار قرعة المباريات الفردية والزوجية نسخة محفوظة 2012-05-27 على موقع واي باك مشين.                                | مارتا سيروتكينا 7–5، 7–6(8–6)                                      | كلير فويرشتاين                            | تشالا بويوكاكاتشاي تشينغ سيساي       | إريكا سما ريكا فوجيوارا نودنيدا لوانجنام كيرستن فليبكينس                 |
| 26 مارس | بوكيت، تايلاند صلب 25,000 دولار قرعة المباريات الفردية والزوجية نسخة محفوظة 2012-05-27 على موقع واي باك مشين.                                | نوبون ليرتشيواكارن تشينغ سيساي 6–3، 6–3                            | هان زينيون سان شنجنان                     | تشالا بويوكاكاتشاي تشينغ سيساي       | إريكا سما ريكا فوجيوارا نودنيدا لوانجنام كيرستن فليبكينس                 |
| 26 مارس | نيشي-تاما، اليابان صلب 10,000 دولار قرعة المباريات الفردية والزوجية                                                                          | أكيكو يونيمورا 1–1، انسحاب                                         | كوميكو إيجيما                             | آكي ياماسوتو وانغ بويان              | هيروكو كواتا ماكيهو كوزاوا كاناي إيها ميابي إينووي                       |
| 26 مارس | نيشي-تاما، اليابان صلب 10,000 دولار قرعة المباريات الفردية والزوجية                                                                          | إري هوزمي ريمي تيزوكا 6–4، 6–7(1–7)، [10–7]                        | كازوسا إيتو يوكا موري                     | آكي ياماسوتو وانغ بويان              | هيروكو كواتا ماكيهو كوزاوا كاناي إيها ميابي إينووي                       |
| 26 مارس | أنطاليا، تركيا صلب 10,000 دولار قرعة المباريات الفردية والزوجية                                                                              | آنا كارولينا شميدلوفا 7–6(7–5)، 6–4                                | آنا لينا فريدسام                          | تيريزا ماليكوفا شانتال شكاملوفا      | فلاديسلافا زانوسيينكو أناميكا بهارغافا سلطان غونين جانينا تولين          |
| 26 مارس | أنطاليا، تركيا صلب 10,000 دولار قرعة المباريات الفردية والزوجية                                                                              | أناميكا بهارغافا سيلفيا كريواتز 4–6، 6–4، [10–3]                   | آنا كارولينا شميدلوفا شانتال شكاملوفا     | تيريزا ماليكوفا شانتال شكاملوفا      | فلاديسلافا زانوسيينكو أناميكا بهارغافا سلطان غونين جانينا تولين          |
| 26 مارس | لو هافر، فرنسا تراب 10,000 دولار قرعة المباريات الفردية والزوجية                                                                             | ميرتل جورج 5–7، 7–5، 6–0                                           | يساليني بونافنتور                         | ألريكك إيكري باتريتسيا ساندوسكا      | كلوي باكيوت ديانا رايكوفيتش فاندا لوكاش بيرنيس فان دي فيلدي              |
| 26 مارس | لو هافر، فرنسا تراب 10,000 دولار قرعة المباريات الفردية والزوجية                                                                             | ميرتل جورج سيلين غيسكيير 6–4، 6–2                                  | مانو أركانجيولي كيني ليسن                 | ألريكك إيكري باتريتسيا ساندوسكا      | كلوي باكيوت ديانا رايكوفيتش فاندا لوكاش بيرنيس فان دي فيلدي              |
| 26 مارس | فالندن، سويسرا سجاد 10,000 دولار قرعة المباريات الفردية والزوجية                                                                             | أمرا ساديكوفيتش 6–3، 6–2                                           | سارة-ريبيكا سيكوليتش                      | كارين كينيل لورا شيدر                | إيفا هردينوفا نينا تساندر سارا سوساريلو إميلي ويبلي سميث                 |
| 26 مارس | فالندن، سويسرا سجاد 10,000 دولار قرعة المباريات الفردية والزوجية                                                                             | زينيا كنول أمرا ساديكوفيتش 6–7(3–7)، 6–4، [12–10]                  | لارا ميشيل إميلي ويبلي سميث               | كارين كينيل لورا شيدر                | إيفا هردينوفا نينا تساندر سارا سوساريلو إميلي ويبلي سميث                 |
| 26 مارس | ريبيراو بريتو، البرازيل تراب 10,000 دولار قرعة المباريات الفردية والزوجية                                                                    | غابرييلا سي 6–1، 6–0                                               | ناتاشا فوروقلاس                           | فرناندا بريتو كارولينا زيبالوس       | ناثاليا روسي ناثالي كوراتا إيزابيلا روبياني كارولينا نوفاك               |
| 26 مارس | ريبيراو بريتو، البرازيل تراب 10,000 دولار قرعة المباريات الفردية والزوجية                                                                    | غابرييلا سي كارلا فورت 6–1، 3–6، [10–7]                            | إيزابيلا روبياني كارولينا زيبالوس         | فرناندا بريتو كارولينا زيبالوس       | ناثاليا روسي ناثالي كوراتا إيزابيلا روبياني كارولينا نوفاك               |
| 26 مارس | بوندابيرج، أستراليا صلب 25,000 دولار قرعة المباريات الفردية والزوجية نسخة محفوظة 2012-05-27 على موقع واي باك مشين.                           | ساندرا زانيوسكا 6–3، 6–2                                           | شاكو أوياما                               | جنيفر إيلي جونري ناميجاتا            | يوريكا سما أكيكو أومي ساشا جونز إيزابيلا هولاند                          |
| 26 مارس | بوندابيرج، أستراليا صلب 25,000 دولار قرعة المباريات الفردية والزوجية نسخة محفوظة 2012-05-27 على موقع واي باك مشين.                           | شاكو أوياما جونري ناميجاتا 6–1، 7–5                                | ساشا جونز سالي بيرز                       | جنيفر إيلي جونري ناميجاتا            | يوريكا سما أكيكو أومي ساشا جونز إيزابيلا هولاند                          |
| 26 مارس | بويبلا، المكسيك صلب 10,000 دولار قرعة المباريات الفردية والزوجية                                                                             | فينيسا فورلانيتو 6–3، 6–3                                          | إليزابيث فيريس                            | نيكول ميليخار سيسيليا كوستا ميلغار   | آنا صوفيا سانشيز أرانزا سالو كاترينا كرامبيروفا زوزانا زلوكوفا           |
| 26 مارس | بويبلا، المكسيك صلب 10,000 دولار قرعة المباريات الفردية والزوجية                                                                             | آنا باولا دي لا بينا إيفيت لوبيز 6–1، 7–6(7–0)                     | سيسيليا كوستا ميلغار فلافيا غيماريش بوينو | نيكول ميليخار سيسيليا كوستا ميلغار   | آنا صوفيا سانشيز أرانزا سالو كاترينا كرامبيروفا زوزانا زلوكوفا           |

## الروابط الخارجية
- "10،600 لاعبة، 1135 حدثًا: جولة الاتحاد الدولي لكرة المضرب العالمية للسيدات لعام 2023 بالأرقام". الاتحاد الدولي لكرة المضرب. اطلع عليه بتاريخ 2024-01-02.
- "أجندة جولة الاتحاد الدولي لكرة المضرب العالمية للسيدات". الاتحاد الدولي لكرة المضرب. اطلع عليه بتاريخ 2024-01-02.
- الاتحاد الدولي لكرة المضرب